# Straßenbahn Budapest
Die Straßenbahn Budapest ist das Straßenbahnsystem der ungarischen Hauptstadt Budapest. Sie wurde 1866 als Pferdebahn eröffnet und ab 1887 elektrifiziert. Heute ist das Netz normalspurig, besteht aus 26 regulären Linien sowie sieben Verstärkerlinien und wird vom Verkehrsunternehmen BKV Zrt. betrieben. Dieses ist auch für die Metró Budapest, den Budapester Oberleitungsbus und teilweise den städtischen Omnibusverkehr zuständig, ebenso für die Zahnradbahn auf den Schwabenberg, die als Linie 60 in das Liniennummernsystem der Straßenbahn integriert ist.

## Geschichte

### Vor dem Ersten Weltkrieg
Die erste Pferdebahnlinie der von Moritz Jellinek, einem Budapester Geschäftsmann, gegründeten Straßenbahn fuhr auf der Strecke Kálvin tér – Újpest, die bis heute eine der Hauptachsen im innerstädtischen Verkehr Budapests ist. Nach dem Erfolg der ersten Pferdebahn errichteten konkurrierende Unternehmen bald darauf weitere Strecken. Dies stellte sich beim späteren Ausbau als Problem dar, Verbindungen zwischen den konkurrierenden Netzen existierten nicht und die Fahrgäste mussten die Lücken zwischen den Netzen oft zu Fuß überbrücken. Nach mehreren Fusionen und der 1873 erfolgten Vereinigung von Buda und Pest entstand mit der weiterhin von Moritz Jellinek geführten Budapesti Közúti Vaspálya Társaság, abgekürzt BKVT, ein erstes größeres Verkehrsunternehmen.

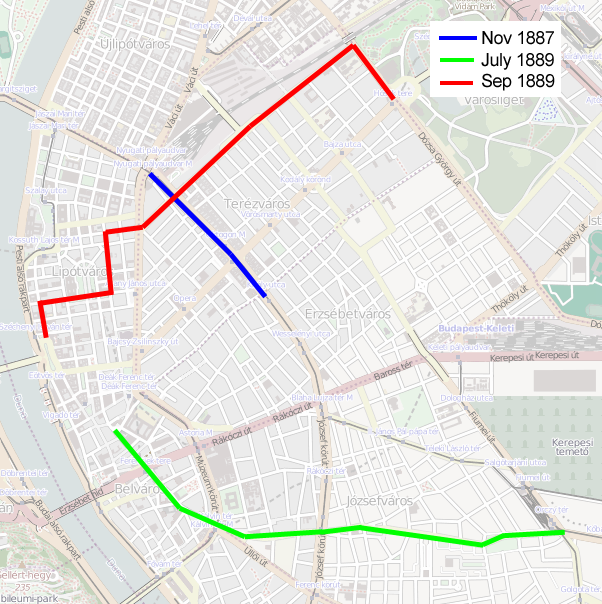
Die ersten elektrischen Straßenbahnlinien in Budapest

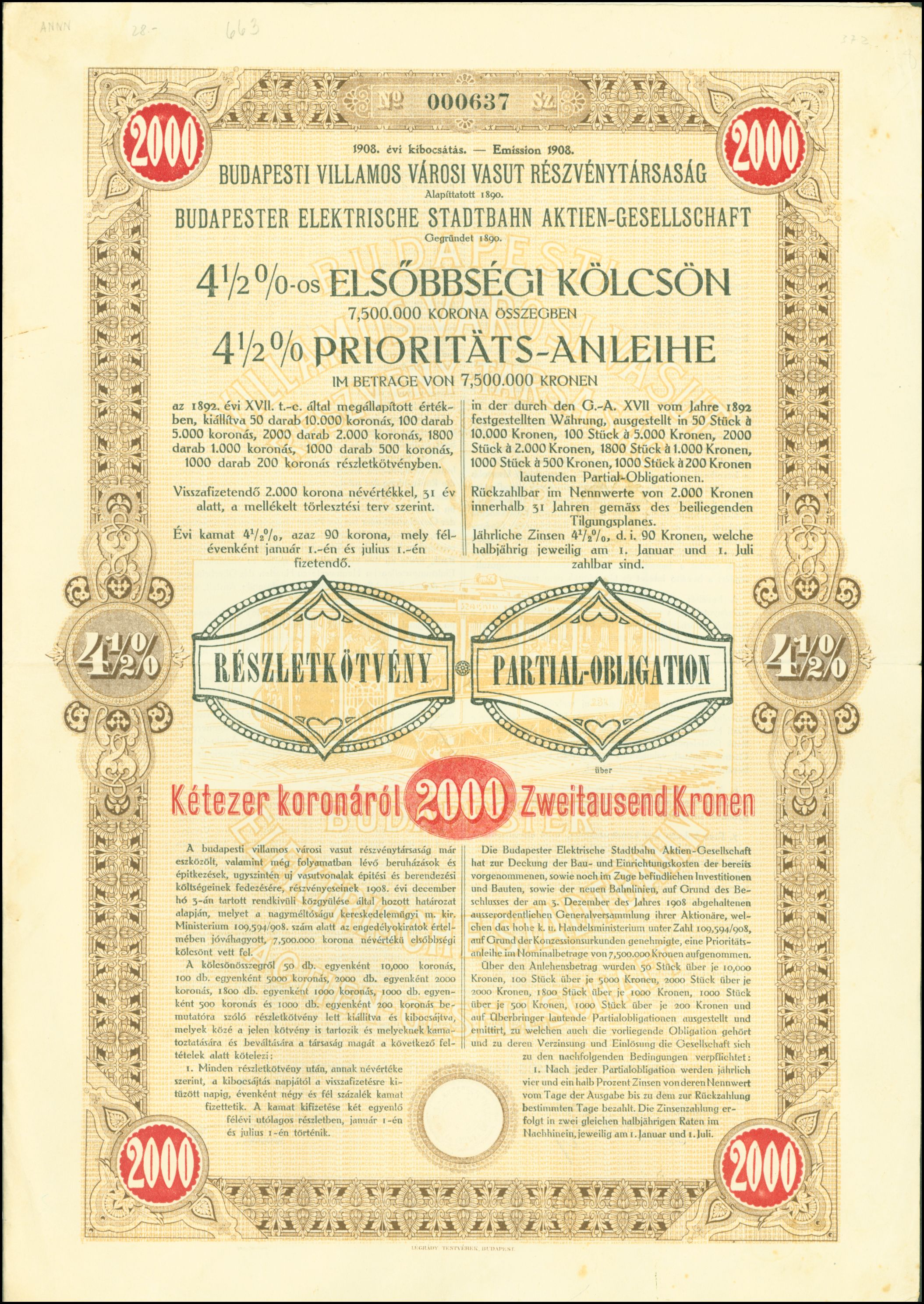
Anleihe der Budapester Elektrische Stadtbahn AG vom 31. Dezember 1908

1887 nahm die erste elektrische Straßenbahnlinie Budapests ihren Betrieb auf. Sie war meterspurig und verkehrte vom Nyugati pályaudvar über den Nagykörút (Großer Ring) zur Király utca. Es handelte sich um einen Versuchsbetrieb, der von Siemens & Halske, einem Pionier der elektrischen Traktion, finanziert wurde. Diese erste elektrische Straßenbahn war ein großer Erfolg, deshalb gründete Siemens & Halske im Alleingang ein eigenes Straßenbahnunternehmen, die Budapesti Városi Vasút, abgekürzt BVV. Als Siemens seine Anteile an der BVV später verkaufte, wurde das Unternehmen in Budapesti Villamos Városi Vasút umbenannt, abgekürzt BVVV (Budapester Elektrische Stadtbahn).
Im Jahr 1889 wurde die erste normalspurige elektrische Straßenbahnstrecke eröffnet, damals begann auch die BKVT ihre Pferdebahnstrecken in rascher Folge zu elektrifizieren. Dies führte zu einer starken Konkurrenz zwischen BKVT und BVVV, beide Unternehmen forcierten den weiteren Ausbau ihrer Netze. Die Bewohner Budapests profitierten von diesem Wettbewerb. Schon vor dem Ersten Weltkrieg war das Budapester Straßenbahnnetz eines der größten in Europa. Die BKVT benutzte dabei für ihre Linien ungerade Liniennummern (1 bis 77), während die BVVV gerade Nummern verwendete (2 bis 50). Die beiden Netze waren betrieblich autark, es gab keine gemeinschaftlich bedienten Abschnitte.

### Zwischenkriegszeit
Zum Ende des Ersten Weltkriegs war die wirtschaftliche Situation in Ungarn schwierig. Infolgedessen befand sich auch das Straßenbahnnetz in einem schlechten Unterhaltungszustand; es konnten keine Investitionen getätigt werden. Nach den beiden Revolutionen des Jahres 1919 kam es 1920 zu einer Besserung. Beide Straßenbahnunternehmen erkannten, dass eine Zusammenarbeit zu einer größeren Effizienz führen würde. Im Jahr 1923 fusionierten beide Unternehmen zur Budapest Székesfövárosi Közlekedési Rt., abgekürzt BSZK. Es folgte die Adaptierung der beiden Teilnetze, die teilweise unterschiedliche technische Standards aufwiesen.
Nach der Fusion begann das neue Unternehmen ab 1924 mit Straßenbahn-Zwillingstriebwagen zu experimentieren. Budapest war der weltweit erste Straßenbahnbetrieb, der diese Betriebsform anwendete. Auf diese Weise konnten auch Endstellen ohne Umsetzgleis beziehungsweise Wendeschleife mit längeren Einheiten bedient werden. Ein weiterer Vorteil war die höhere Antriebsleistung eines solchen Gespanns. Später wurden zwischen den Triebwagen auch Beiwagen eingereiht, auf diese Weise entstanden für die damalige Zeit ungewöhnlich lange Straßenbahnzüge, die ohne Probleme 200 Fahrgäste befördern konnten.
Das gesamte Streckennetz wurde erneuert und die Strecken in den schmalen Straßen der Innenstadt von Pest wurden stillgelegt. Es wurden neue Verbindungen gebaut, so dass längere, effizientere und fahrgastfreundlichere Linien in Betrieb genommen werden konnten. Außerdem nahm die BSZK in der Zwischenkriegszeit den ersten Omnibusbetrieb auf.

### Nach dem Zweiten Weltkrieg

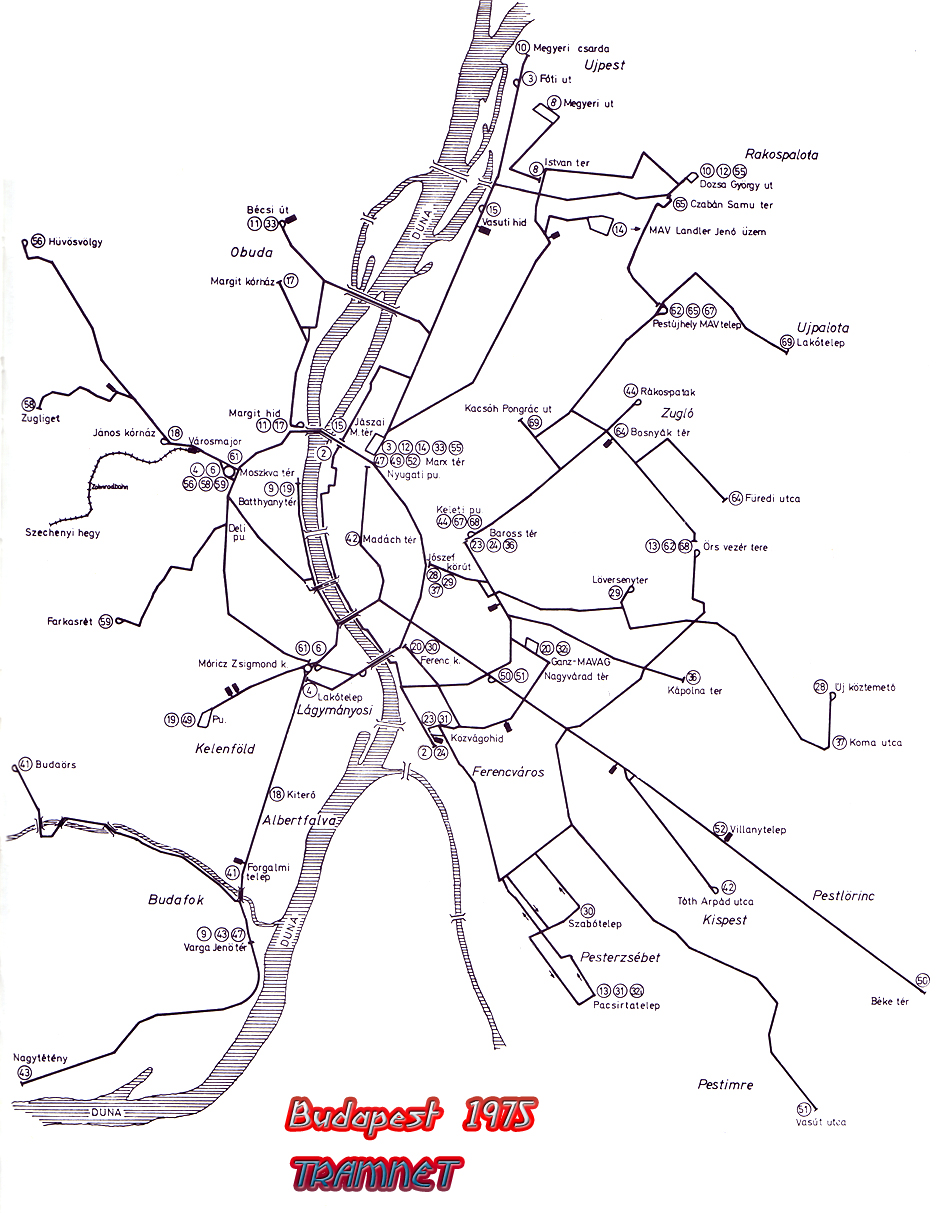
Das Netz des Jahres 1975

Entwicklung des Straßenbahnnetzes in der Innenstadt von 1968 bis 2005

Die Situation nach dem Zweiten Weltkrieg war schwierig, alle Brücken über die Donau waren zerstört und die Stromversorgung nicht gewährleistet. 1950 wurde wiederum ein neues Verkehrsunternehmen gegründet, die staatliche Fővárosi Villamosvasút, abgekürzt FVV. Die Straßenbahn und der Oberleitungsbusbetrieb gehörten fortan zur FVV – die U-Bahn, die Vorortbahn Helyiérdekű Vasút (HÉV) und der städtische Omnibusverkehr hingegen nicht.
Weil neue Fahrzeuge nicht finanziert werden konnten, begann die FVV in der Nachkriegszeit mit der Aufarbeitung von bis zu 50 Jahre alten Straßenbahnwagen mit Holzaufbau. Dabei wurde die Verkabelung erneuert, die Motoren und die Drehgestelle verstärkt. Viele Zweiachser bekamen außerdem neue Stahlaufbauten. Fast alle Wagen wurden außerdem für den Betrieb in Mehrfachtraktionen ertüchtigt.
In derselben Zeit wurden die für Budapest charakteristischen UV-Züge eingeführt. Diese Wagen dominierten für einige Jahrzehnte den Fuhrpark der Budapester Straßenbahn. Die UV waren vierachsige Großraumwagen mit elektrischen Türantrieben. Durch die Bildung von Dreiwagenzügen mittels eines zusätzlichen zweiachsigen Mittelwagens konnten mit einem UV-Zug bis zu 350 Fahrgäste befördert werden. Begünstigt wurde diese hohe Kapazität durch den hohen Stehplatzanteil dieser Fahrzeuge. Ab den 1950er Jahren wurde das Straßenbahnnetz rationalisiert, viele unrentable Strecken aufgegeben.
Im Jahr 1967 wurde der gesamte Öffentliche Personennahverkehr der Hauptstadt in ein gemeinsames Unternehmen eingebracht. Damals wurde die bis heute bestehende BKV gegründet. Eine Folge dieser Fusion war der weitere Ausbau der U-Bahn, während die Straßenbahn tendenziell vernachlässigt wurde. Ihre Fahrzeuge waren damals zwischen 25 und 70 Jahre alt und entsprechend kostspielig in Betrieb und Unterhalt. Für eine grundlegende Modernisierung standen jedoch keine Finanzmittel zur Verfügung, die wenigen zur Verfügung stehenden Mittel flossen in den Erhalt der bestehenden Infrastruktur.

### Seit 1989
Nach der politischen Wende des Jahres 1989 und der damit verbundenen Abkehr von der Planwirtschaft geriet Ungarn in wirtschaftliche Schwierigkeiten. Die hohe Inflationsrate, die starke Erhöhung der Strompreise und die Zunahme des motorisierten Individualverkehrs brachten auch der BKV finanzielle Probleme. In diesem Zusammenhang erhöhte sich der Fahrpreis für eine Einzelfahrt von fünf Forint im Jahr 1990 auf mehr als 200 Forint im Jahr 2006.
Viele Straßenbahnstrecken wurden in den 1990er Jahren stillgelegt, das Liniennetz schrumpfte von ursprünglich 60 auf nur noch etwa 30 Straßenbahnlinien. Die Modernisierungsmaßnahmen nach 1992 betrafen vor allem die Gleiserneuerung auf dem Großen Ring, davon profitierten die Linien 4 und 6 vom Széll Kálmán tér zum Móricz Zsigmond körtér und nach Újbuda-központ.
Nach der Wirtschaftskrise der 1990er Jahre konnte sich das Unternehmen erholen. Weitere Modernisierungen und Verbesserungen wurden durchgeführt: Die Linie 14 wurde über eine ungenutzte U-Bahn-Strecke verlängert. Ebenso die Linie 1, die nun den ganzen Außenring von Pest (Hungária körút) bis zur Endstelle der Linie 17 am Donauufer bedient. Weiter entstand durch Verknüpfung der Linien 13 und 63 die Linie 3, sie befährt einen noch weiter außen liegenden Ring als die Linie 1. Die wichtigste Innovation der letzten Jahre war die Beschaffung von Niederflurwagen der Hersteller Siemens (Länge 54 Meter) und CAF (Länge 34 bzw. 56 Meter – letztere galten bei der Indienststellung als längste Straßenbahnwagen der Welt).

### Seit 2019
- Linie 1 – Verlängerung nach Süden

Im Süden wurde die Linie 1 von der bisherigen Endhaltestelle Etele út / Fehérvári út bis zum Bahnhof Kelenföld (Kelenföld vasútállomás) verlängert. Dort bestehen Anschlüsse zum Regional- und Fernverkehr und zu internationalen Zügen (z. B. in Richtung Balaton oder Wien) sowie zur U-Bahn-Linie M4. Am 10. Juli 2019 wurde die Strecke eröffnet.

## Fahrzeugpark

### Gelenkwagen von Ganz

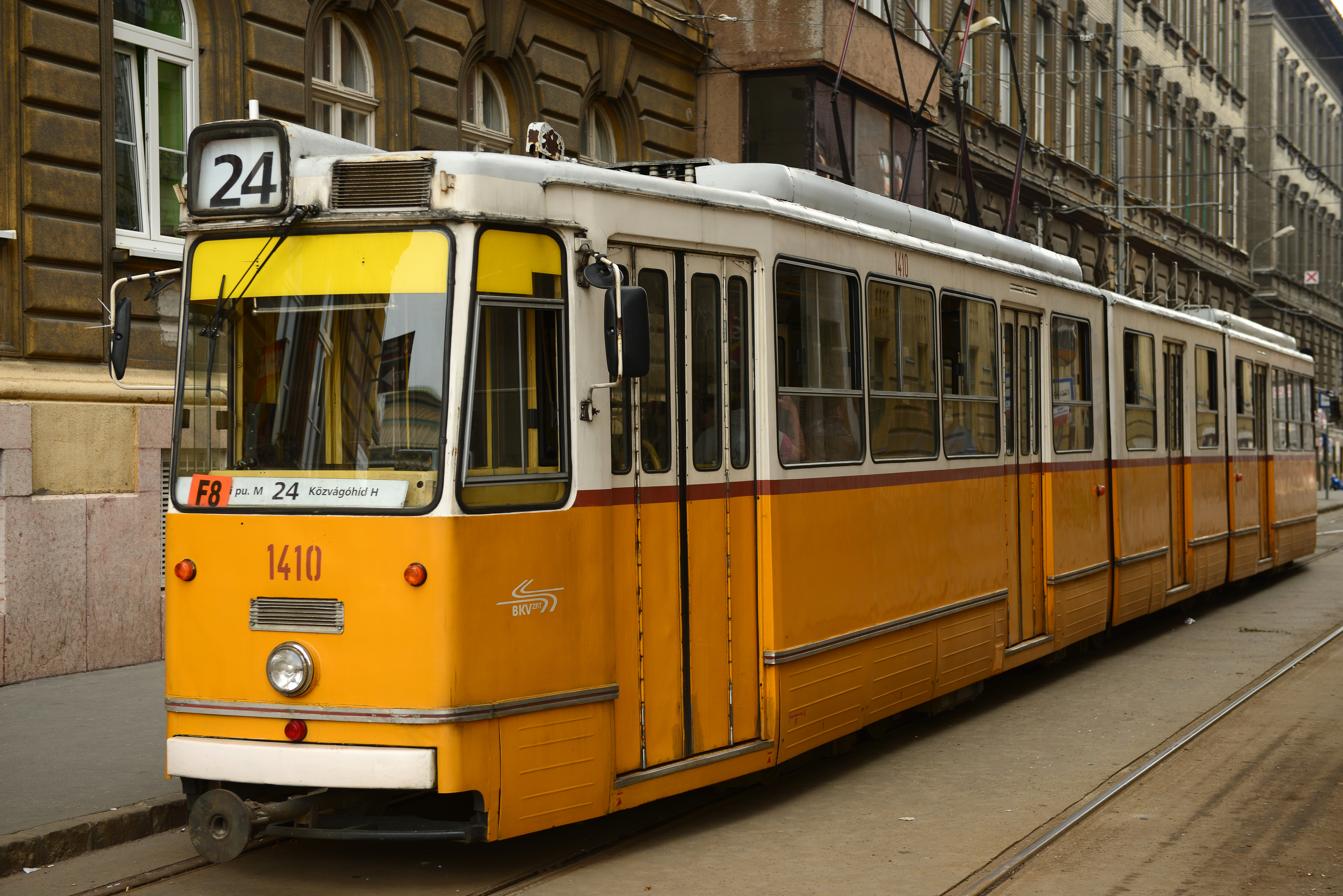
ICS 1410 am Bahnhof Keleti pu. 2014

Die Doppelgelenk-Triebwagen mit der Bezeichnung ICS wurden von Ganz zwischen 1967 und 1978 gebaut, der Typ wurde für Budapest entwickelt und in keine andere Stadt verkauft. Diese achtachsigen Wagen wurden bis 2007 in Doppeltraktion auf den Linien 4 und 6 eingesetzt, außerdem fahren sie nur als Solowagen auf anderen Linien.
Zwischen 1997 und 1999 wurden insgesamt 30 Fahrzeuge von diesem Typ modernisiert und zum Typ KCSV7 umgebaut. Diese Wagen sehen zwar so aus wie die nicht modernisierten ICS-Wagen, aber die technischen Teile wurden völlig neu konzipiert.
Jeder Wagen ist 26.900 mm lang und 2300 mm breit.

### Tatra

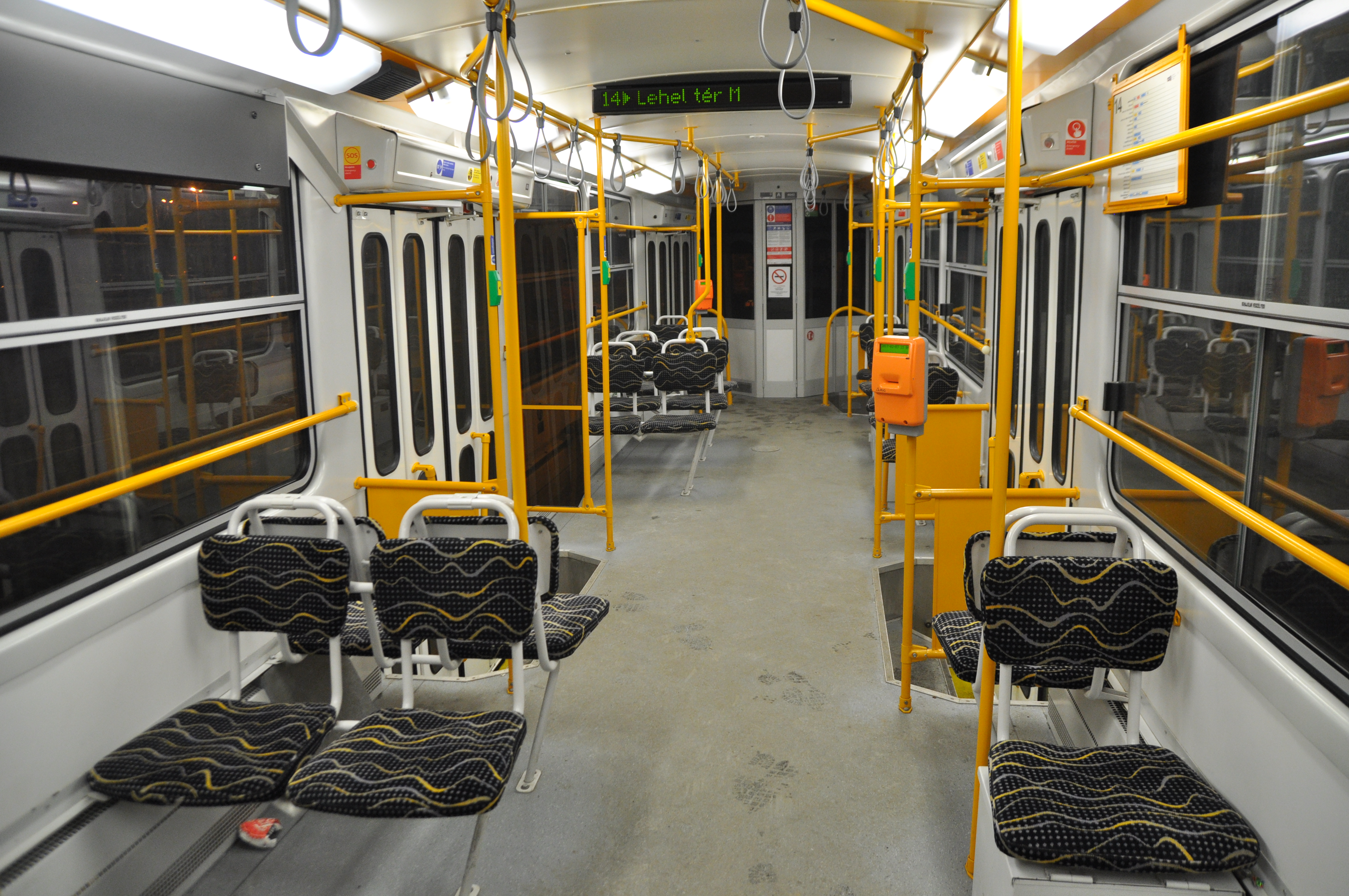
Fahrgastraum

Der Straßenbahntriebwagen Tatra T5C5 ist eine vom tschechoslowakischen Hersteller ČKD Tatra hergestellte Fahrzeugserie von Großraumtriebwagen, die für das Netz der Budapester Straßenbahn entwickelt wurde. Diese vierachsigen tschechischen Triebwagen wurden zwischen 1980 und 1984 gebaut. Es wurden 322 Stück angeschafft, bisher wurde kein Wagen abgestellt. Diese unechten Zweirichtungswagen mit nur einem Führerstand können nur in Zwei- oder Dreiwagenzügen verkehren. Einsätze von Solowagen sind nicht vorgesehen.
Nach 2000 ist es nötig geworden, die alten Fahrzeuge zu modernisieren, so sind die Typen T5C5K2 und T5C5K2M entstanden. Die renovierten Züge sind mit neuer Steuerung und neuen Motoren ausgestattet, es wird geplant, jeden Wagen zu modernisieren.

Ein Solowagen ist 14.700 mm lang und 2.500 mm breit.

### TW 6000

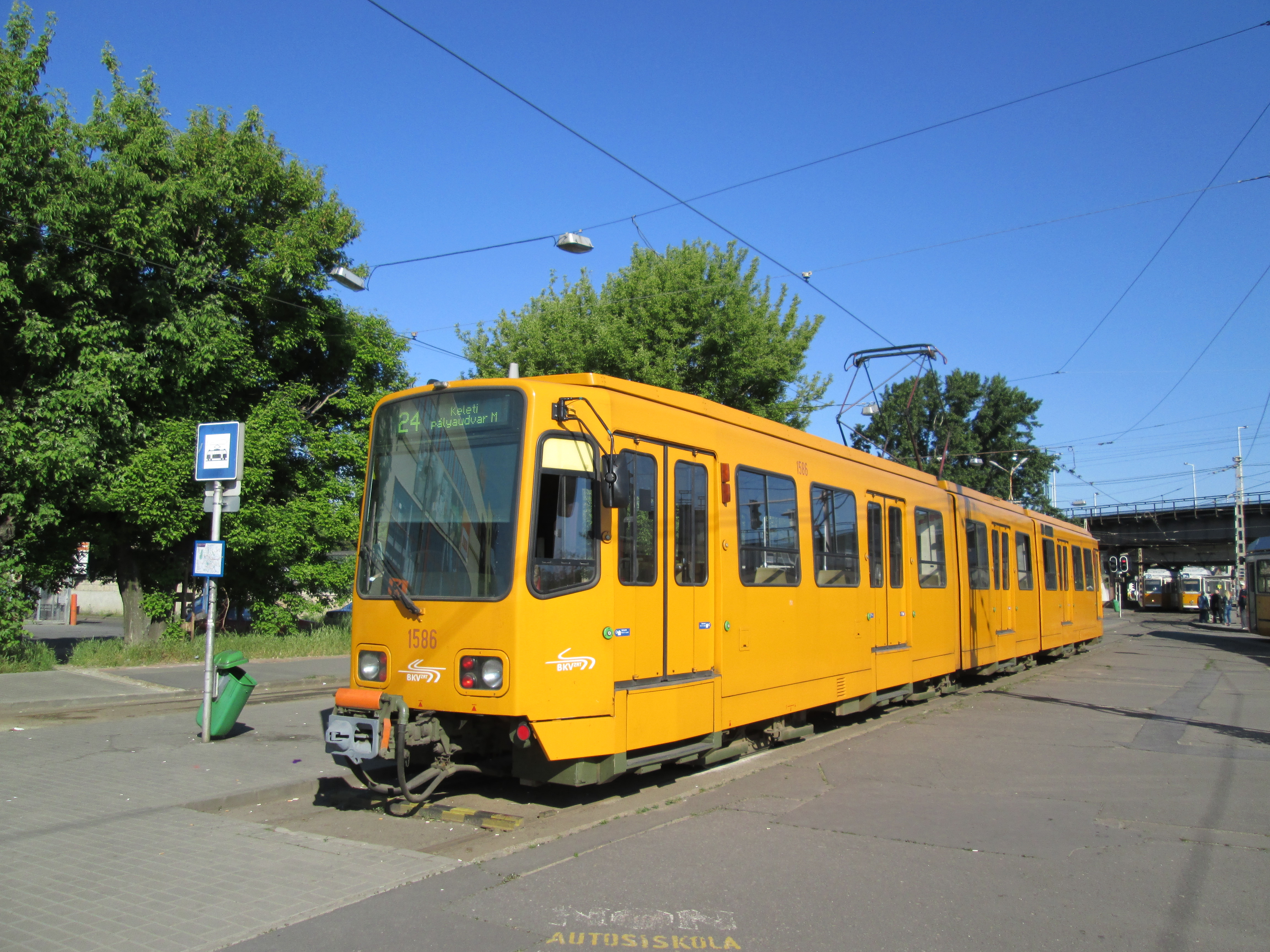
TW 6000

Diese Doppelgelenk-Triebwagen wurden ursprünglich für die Stadtbahn Hannover gebaut, daher ihr Beiname Hannoveri (Hannoversche Wagen). Sie wurden ab 1974 gebaut und nach ihrer Ausmusterung bei der Üstra ab dem Jahr 2002 an die BKV verkauft.
Zunächst wurden 76 Wagen beschafft, sie wurden gelb lackiert und bekamen die Wagennummern 1500–1575, auch wenn in den meisten Wagen innen noch die alte hannoversche 6000er Nummer zu finden ist. Wegen des wärmeren Klimas wurden die Klappfenster durch Schiebefenster ersetzt. Die Wagen waren eine deutliche Verbesserung im Vergleich zu dem mehr als 50 Jahre alten Material, das sie ersetzten. Sie haben von der Straße aus allerdings einen hohen Einstieg, weil sie eigentlich größtenteils für Hochbahnsteige vorgesehen waren, die in Budapest nicht vorhanden sind. Die Fahrzeuge verkehren auf den Linien 3, 24, 28A, 42, 50, 51, 51A, 52, 62 und 69.
Im Jahr 2010 wurden auch die acht TW 6000 der Straßenbahn Den Haag nach Budapest verkauft. Seitdem hat die Üstra weitere Stadtbahnwagen dieses Typs an die BKV verkauft, heute fahren 114 ehemals hannoversche TW 6000 in Budapest. Weitere Fahrzeuge dienen in Budapest als Ersatzteilspender. Die von DÜWAG gebauten Wagen tragen die Nummern 1500 bis 1592, die von LHB die 1600 bis 1624.

### Combino
Die 40 Combino-Wagen in Budapest, nummeriert von 2001 bis 2040, sind die ersten fabrikneu gelieferten Straßenbahnfahrzeuge seit mehr als 25 Jahren. Der Combino ist ein Niederflur-Gelenkstraßenbahnwagen von Siemens, von der andere Versionen unter anderem auch in Augsburg und Potsdam verkehren. Der in Budapest eingesetzte Typ ist sechsteilig, wobei die Wagenkästen im Gegensatz zu den anderen Combinos länger und aus Stahl gefertigt sind. Der zweite und vierte Wagenkasten sind breiter. Sie haben auch nur Einzelsitze und somit eine große Stehplatzkapazität. Mit 54 Metern Länge waren sie zeitweise die längsten Straßenbahnwagen der Welt. Im Jahr 2006 wurden sie zum ersten Mal auf der Linie 4/6 auf dem Nagykörút (Großer Ring) eingesetzt, der verkehrsreichsten Straßenbahnlinie von Budapest. Ihr Spitzname ist óriáshernyó (Riesenraupe). Am 4. Mai 2007 wurde die letzte Einheit ausgeliefert. Für den barrierefreien Einstieg wurden die Bahnsteige entlang der Linie 4/6 erhöht.

Seit 2016 fahren die Combinos am Wochenende und in den Schulferien auch auf der Linie 1.

### Urbos

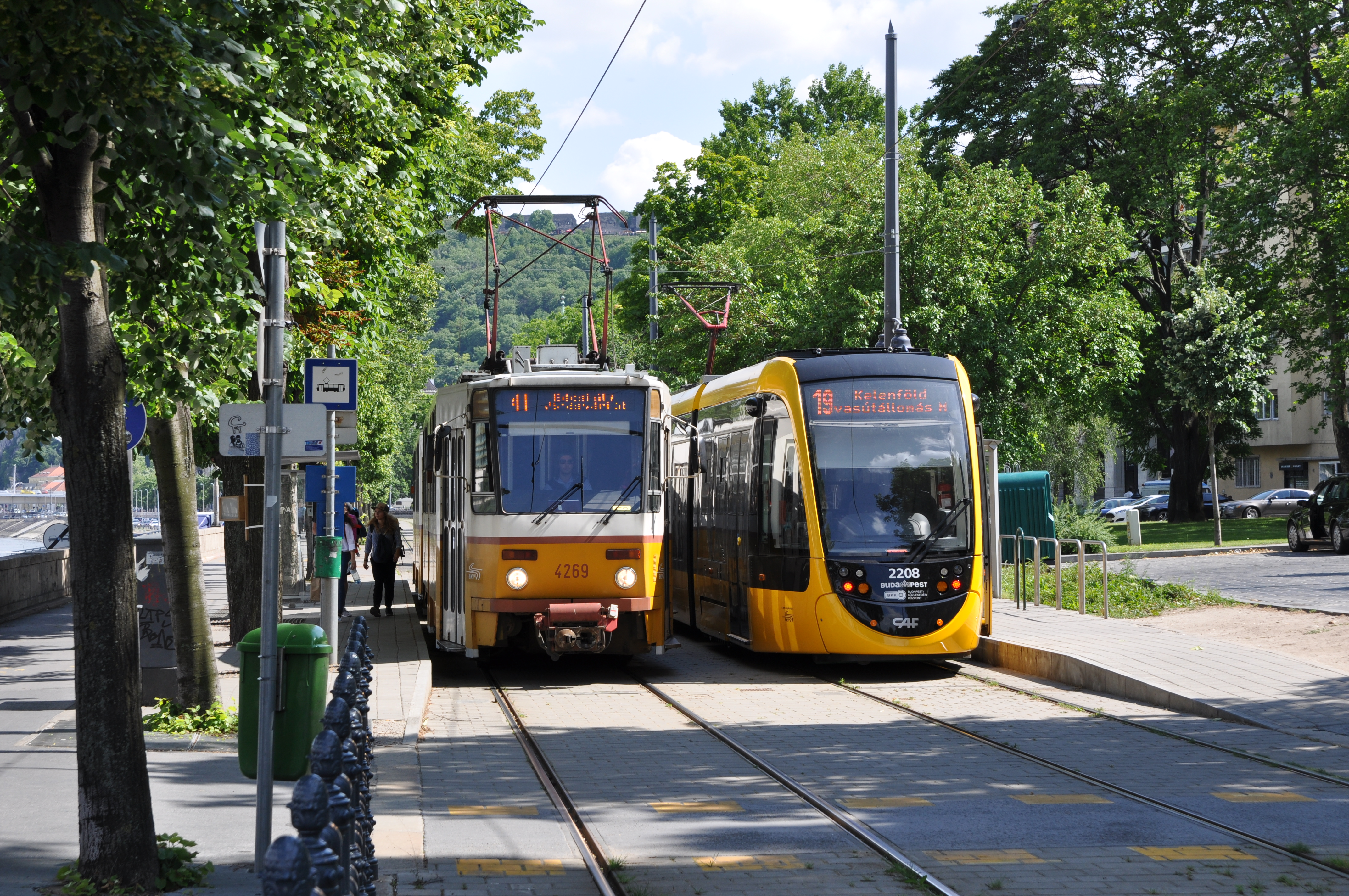
Tatra und CAF nebeneinander

Im Jahr 2014 schloss der Betreiber BKV mit dem spanischen Unternehmen CAF einen Vertrag über den Kauf von 37 Straßenbahnwagen mit einer Option auf 87 zusätzliche Fahrzeuge. Bereits einen Monat später wurden zehn weitere Fahrzeuge bestellt. Das erste Fahrzeug mit der Nummer 2201 wurde am 11. März 2015 ausgeliefert.
Zwischen 2015 und 2016 wurden insgesamt 47 Zweirichtungsfahrzeuge des Typs CAF Urbos nach Budapest geliefert. 35 davon sind fünfteilig, mit einer Länge von 34 Metern, und sind auf den Linien 3, 17, 19, 41, 56, 59 und 61 im Einsatz. Sie erhielten die Fahrzeugnummern 2201 bis 2235. Die zwölf anderen – mit den Wagennummern 2101 bis 2112 – sind neunteilig. Mit einer Länge von 56 Metern waren sie bei Indienststellung die längsten Straßenbahnwagen der Welt und werden auf der Linie 1 eingesetzt.
Im Rahmen der Option wurden im Herbst 2017 weitere fünf neun- und 21 fünfteilige Straßenbahnwagen bestellt. Letztere werden auf den Linien 50, 56 und 61 zum Einsatz kommen. Die Haltestellen dieser Linien wurden für stufenlosen Ein- und Ausstieg umgebaut. Die Finanzierung erfolgt durch Mittel der EU.
Der Kauf der Option für weitere 51 Einheiten wurde um ein Jahr bis 2022 verlängert, da keine Finanzmittel zur Verfügung gestellt wurden. 2022 und 2023 wurden die Optionen eingelöst: Es werden 46 Fünfteiler und 5 Neunteiler geliefert.

### Fahrzeugtypen im Überblick
| Bild | Bezeichnung                  | Anzahl (ursprünglich) | Anzahl (derzeit) | Wagennummerbereich | Baujahr   | in Betrieb | Linien                                                                                    |
| ---- | ---------------------------- | --------------------- | ---------------- | ------------------ | --------- | ---------- | ----------------------------------------------------------------------------------------- |
|      | Gelenkwagen von Ganz (ICS)   | 149                   | 39               | 1300, 1400         | 1967–1978 | seit 1967  | 19, 47, 48, 49                                                                            |
|      | Ganz KCSV–7                  | 30                    | 30               | 1300, 1400         | 1997–1999 | seit 1997  | 2, 24                                                                                     |
|      | ČKD Tatra T5C5               | 322                   | 322              | 4000–4349          | 1978–1984 | seit 1978  | Zweiwagenzüge: 12, 17, 28/28A, 37/37A, 41, 56/56A, 59/59A/59B,61 Dreiwagenzüge: 1, 12, 14 |
|      | DÜWAG TW 6000                | 113                   | 113              | 1500–1620          | 1975–1978 | seit 2001  | 3, 24, 28/28A, 37/37A, 42, 50, 51/51A, 52, 62/62A, 69                                     |
|      | Siemens Combino ♿           | 39                    | 39               | 2001–2040          | 2006–2007 | seit 2006  | 1, 4/6                                                                                    |
|      | CAF Urbos 3 lange Version ♿ | 22                    | 22               | 2101–2122          | 2015–2025 | seit 2016  | 1                                                                                         |
|      | CAF Urbos 3 kurze Version ♿ | 102                   | 102              | 2201–2302          | 2015–2025 | seit 2015  | 3, 17, 19, 41                                                                             |

### Ehemalige Fahrzeuge

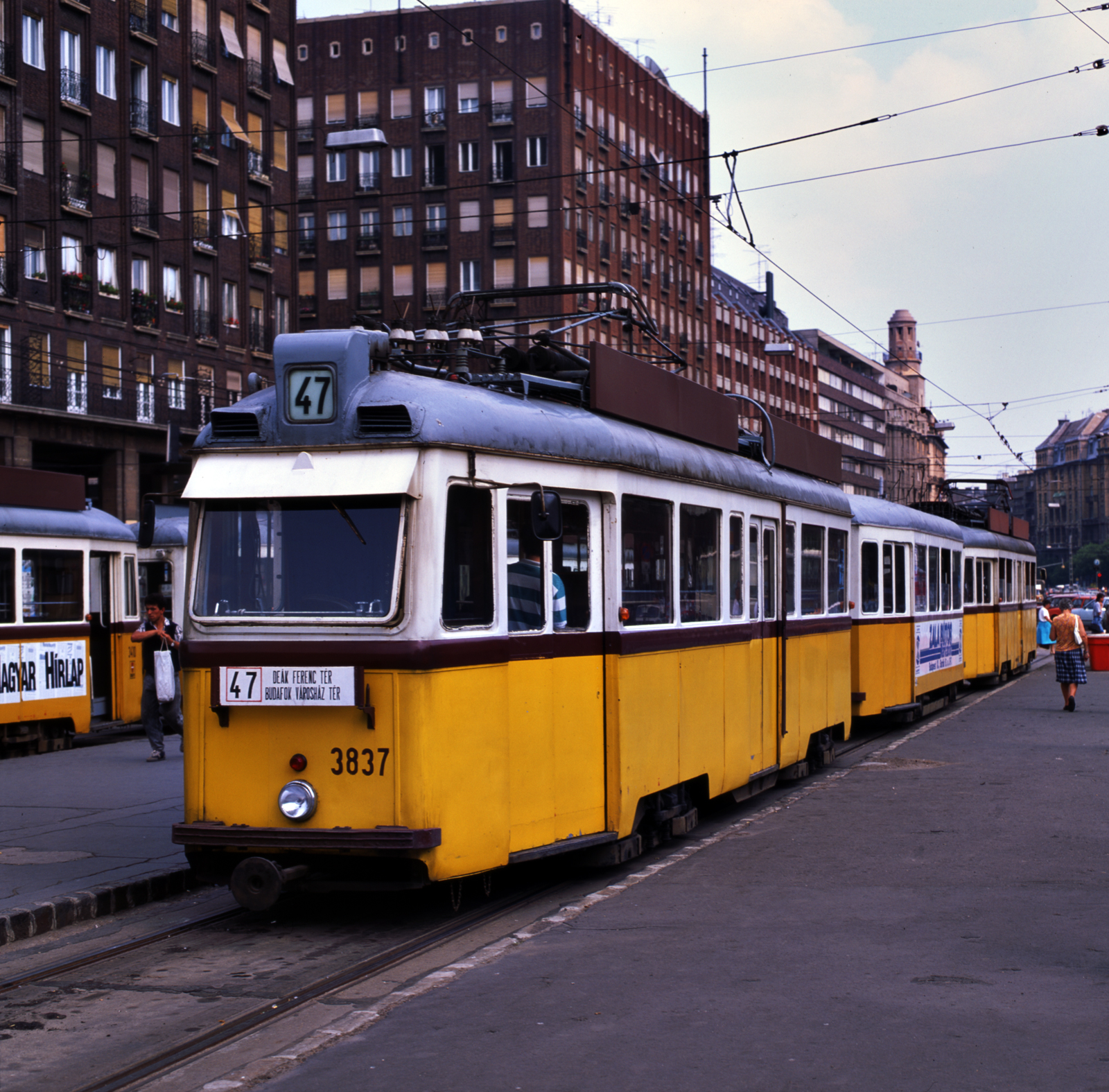
Zwei vierachsige UV-Triebwagen mit einem zweiachsigen Mittelwagen bilden einen Straßenbahnzug auf der Linie 47, Déak Ferenc tér

#### UV-Wagen
Die UV-Triebwagen wurden in vier Serien (UV1, UV2, UV3, UV5) von Ganz zwischen 1956 und 1965 gebaut. Dieser Typ ist ein vierachsiger und doppeltraktionsfähiger Straßenbahnwagen.
Insgesamt wurden 375 Einheiten gebaut, die viele Jahre lang den Straßenbahnbetrieb von Budapest dominierten. Die Serien tragen die Wagennummern 3200-3249 (UV1), 3250-3299 (UV2), 3300-3474 (UV3) und 3800-3899 (UV5). Der UV4 existierte nur auf dem Papier, aber er wurde nicht gebaut.
Die Vorläufer dieser Wagen waren die so genannten Stukas. Diesen Spitznamen bekamen sie wegen ihrer heulenden Motoren, deren Fahrgeräusch große Ähnlichkeit mit den deutschen Stuka-Kampfflugzeugen hatte.
Seit dem 20. August 2007 sind diese Wagen aus dem Straßenbild von Budapest verschwunden. Sie fahren jetzt nur noch als Museumswagen.

#### „Bengáli“
Der Typ FVV CS (oder mit Spitznamen Bengáli) wurde zwischen 1961 und 1975 in Budapest und in Debrecen in den Werkstätten der Verkehrsgesellschaften gebaut, um den Mangel an Gelenkfahrzeugen zu lindern. Die Beschaffung von neuen Wagen war zu dieser Zeit notwendig, aber neue Fahrzeuge hätten sich die ungarischen Städte kaum leisten können. Deswegen wurden als vorläufige Lösung diese einfachen Fahrzeuge hergestellt. Die eingebaute Technik galt schon beim Bau als veraltet, wodurch sich dieser Typ keiner langen Beliebtheit erfreuen konnte. Bis 1979 wurden alle Wagen abgestellt.

#### Museumswagen
Nostalgiefahrten werden in Budapest regelmäßig organisiert, wobei diese Fahrzeuge eingesetzt werden können.
|             | Typ L               | 1    | 436                    | 1913      | seit 1987 |
|             | Bengáli (FVV CSM–2) | 1    | 3720                   | 1961      | seit 2018 |
|             | Bengáli FVV CSM–4   | 1    | 1233 (früher 492)      | 1964      | seit 2012 |
|             | Typ S               | 2    | 611                    | 1908      | seit 1987 |
|             | Typ S               | 2    | 1820                   | 1907      | seit 2018 |
|             | Typ V               | 1    | 1074                   | 1912      | seit 2009 |
|             | Typ G               | 1    | 2624                   | 1906      | seit 2012 |
|             | Typ K               | 1    | 2806                   | 1911      | seit 2018 |
|             | Ganz UV             | 4    | 3873, 3885, 3888, 3898 | 1964      | seit 2007 |
|             | Ganz MUV            | 1    | 3430                   | 1960      | seit 2018 |
|             | MWG EP Beiwagen     | 1    | 5869                   | 1951      | seit 2007 |
| FP Beiwagen | 1                   | 6010 | 1954                   | seit 2007 |           |

## Linien
| 1   | 1984  | Bécsi út / Vörösvári út ⇒ Kelenföld vasútállomás M | 18,2 km        | 51 min | CAF Urbos 3, Combino NF12B, Tatra T5C5, Tatra T5C5K2 |                                                              |
| 1A  | 2019  | Bécsi út / Vörösvári út ⇒ Népliget M | 11,4 km        | 31 min | CAF Urbos 3, Combino NF12B, Tatra T5C5, Tatra T5C5K2 |                                                              |
| 2   | 1942  | Jászai Mari tér ⇒ Közvágóhíd H | 6,0 km         | 20 min | Ganz KCSV-7                                          |                                                              |
| 2B  | 2022  | Jászai Mari tér ⇒ Pesterzsébet, Pacsirtatelep | 13,9 / 15,0 km | 51 min | Ganz KCSV-7                                          |                                                              |
| 3   | 2001  | Mexikói út M ⇒ Gubacsi út / Határ út | 13,3 km        | 49 min | TW 6000, CAF Urbos 3                                 |                                                              |
| 4   | 1950  | Széll Kálmán tér M ⇒ Újbuda-központ M | 8,5 km         | 29 min | Combino NF12B, Ganz KCSV-7                           |                                                              |
| 6   | 1945  | Széll Kálmán tér M ⇒ Móricz Zsigmond körtér M | 8,3 km         | 29 min | Combino NF12B                                        |                                                              |
| 12  | 1955  | Angyalföld kocsiszín ⇒ Rákospalota, Kossuth utca | 4,7 km         | 16 min | Tatra T5C5K2                                         | nur am Wochenende                                            |
| 14  | 2017  | Lehel tér M ⇒ Káposztásmegyer, Megyeri út | 11,1 km        | 33 min | Tatra T5C5K2                                         |                                                              |
| 17  | 2016  | Bécsi út / Vörösvári út ⇒ Széll Kálmán tér M ⇒ Savoya Park | 14,6 km        | 51 min | Tatra T5C5, Tatra T5C5K2, CAF Urbos 3                |                                                              |
| 19  | 1964  | Bécsi út / Vörösvári út ⇒ Kelenföld vasútállomás M | 10,9 km        | min    | Ganz CSMG, CAF Urbos 3                               |                                                              |
| 24  | 1951  | Keleti pályaudvar M ⇒ Közvágóhíd H | 5,2 km         | 20 min | TW 6000, Ganz KCSV-7                                 |                                                              |
| 28  | <1950 | Blaha Lujza tér M (Népszínház utca) ⇒ Izraelita temető | 10,8 km        | 39 min | Tatra T5C5, TW 6000                                  |                                                              |
| 28A | 2016  | Blaha Lujza tér M (Népszínház utca) ⇒ Új köztemető (Kozma utca) | 10,1 km        | 37 min | Tatra T5C5, TW 6000                                  | Kurzfahrten der Linie 28                                     |
| 28B | 2015  | Keleti pályaudvar M ⇒ Új köztemető (Kozma utca) | 9,7 km         | min    | Tatra T5C5, TW 6000                                  | Kurzfahrten der Linie 28, nur am 31. Oktober und 1. November |
| 37  | <1950 | Blaha Lujza tér M (Népszínház utca) ⇒ Új köztemető (Kozma utca) | 9,7 km         | 30 min | TW 6000                                              |                                                              |
| 37A | 1992  | Blaha Lujza tér M (Népszínház utca) ⇒ Sörgyár |                | 19 min | TW 6000                                              | Kurzfahrten der Linie 37                                     |
| 41  | 1963  | Bécsi út / Vörösvári út ⇒ Kamaraerdei Ifjúsági Park Bécsi út – Zsigmond tér – Franken Leó utca – Margit híd, budai hídfő – Bem rakpart – Várkert rakpart – Szent Gellért rakpart – Szent Gellért tér – Bartók Béla út – Móricz Zsigmond körtér – Fehérvári út – Kitérő út – Ady Endre út – Kőberek – Susulyka utca – Kamaraerdei út | 18,3 km        | 62 min | Tatra T5C5, CAF Urbos 3                              |                                                              |
| 42  | 1959  | Határ út M ⇒ Kispest, Tulipán utca | 3,0 km         | 8 min  | TW 6000                                              |                                                              |
| 47  | 1960  | Deák Ferenc tér M ⇒ Városház tér | 8,8 km         | 30 min | Ganz CSMG                                            |                                                              |
| 48  | 2014  | Deák Ferenc tér M ⇒ Savoya Park | 8,0 km         | 27 min | Ganz CSMG                                            | nur samstags, alle 15 Minuten                                |
| 49  | <1950 | Deák Ferenc tér M ⇒ Kelenföld vasútállomás M | 5,4 km         | 19 min | Ganz CSMG                                            |                                                              |
| 50  | <1950 | Határ út M ⇒ Pestszentlőrinc, Béke tér | 8,0 km         | 24 min | TW 6000                                              |                                                              |
| 51  | 2011  | Mester utca (Ferenc körút) ⇒ Nagysándor József utca | 6,6 km         | 33 min | TW 6000                                              | vorher Linie 21/21A, davor Linie 30/30A                      |
| 51A | 2011  | Mester utca (Ferenc körút) ⇒ Ferencváros vasútállomás – Málenkij Robot Emlékhely | 2,3 km         | 10 min | TW 6000 Ganz KCSV-7 Ganz CSMG                        | Kurzfahrten der Linie 51                                     |
| 52  | 1980  | Határ út M ⇒ Pesterzsébet, Pacsirtatelep | 7,0 km         | 23 min | TW 6000                                              |                                                              |
| 56  | 2016  | Hűvösvölgy ⇒ Budafok, Városház tér | 17,3 km        | 53 min | Tatra T5C5K                                          |                                                              |
| 56A | 2016  | Hűvösvölgy ⇒ Móricz Zsigmond körtér | 11,2 km        | 34 min | Tatra T5C5K                                          | Kurzfahrten der Linie 56                                     |
| 59  | <1950 | Szent János kórház ⇒ Farkasrét, Márton Áron tér | 5,3 km         | 20 min | Tatra T5C5K                                          |                                                              |
| 59A | 2008  | Széll Kálmán tér M ⇒ Farkasrét, Márton Áron tér | 4,1 km         | 14 min | Tatra T5C5K                                          | Kurzfahrten der Linie 59                                     |
| 59B | 2016  | Hűvösvölgy ⇒ Farkasrét, Márton Áron tér | 10,8 km        | 34 min | Tatra T5C5K                                          | Betrieb nur am Werktagen früh am Morgen                      |
| 60  | <1950 | Városmajor ⇒ Széchenyi-hegy, Gyermekvasút | 3,7 km         | 15 min | SGP                                                  | Zahnradbahn                                                  |
| 61  | 1943  | Hűvösvölgy ⇒ Móricz Zsigmond körtér M | 11,0 km        | 34 min | Tatra T5C5K                                          |                                                              |
| 62  | 1964  | Blaha Lujza tér M (Népszínház utca) ⇒ Rákospalota, MÁV-telep | 13,7 km        | 50 min | TW 6000                                              |                                                              |
| 62A | 2008  | Kőbánya alsó vasútállomás (Mázsa tér) ⇒ Rákospalota, MÁV-telep | 9,0 km         | 33 min | TW 6000                                              | Kurzfahrten der Linie 62                                     |
| 69  | 1973  | Mexikói út M ⇒ Újpalota, Erdőkerülő utca | 6,5 km         | 23 min | TW 6000                                              |                                                              |

Nach der Eröffnung der U-Bahn-Linien M2 und M3 in den 1970er Jahren wurden viele Straßenbahnlinien eingestellt oder gekürzt. Danach sollten die restlichen Straßenbahnlinien als Zubringer zur U-Bahn verkehren.
| 1   | 1954–1961            | Újpest, vasúti híd                                                             | Váci út | Nyugti pályaudvar (Westbahnhof)         | wurde 1961 in Linie 3A umbenannt, ab 1982 wurde die gesamte Linie wegen Verlängerung der U-Bahn-Linie M3 nach Újpest eingestellt |                                                          |
| 1A  | 2000–2013            | Bécsi út                                                                       | Vörösvári út – Árpád híd – Róbert Károly körút – Hungária körút – Könyves Kálmán körút                                                                                | Népliget M                              | Kurzfahrt der Linie 1; nach Verlängerung der Linie 1 wurden die Kurzfahrten 1A eingestellt, Hauptlinie 1 verkehrt öfter |                                                          |
| 2A  | 1973–2013            | Jászai Mari tér                                                                | Széchenyi rakpart – Belgrád rakpart – Közraktár utca | Boráros tér H                           | Kurzfahrten der Linie 2; seit 2013 verkehrt die Hauptlinie 2 öfter, Linie 2A wurde eingestellt |                                                          |
| 3   | 1902–1981            | Nyugati pályaudvar (Westbahnhof)                                               | Váci út | Újpest, Fóti út                         | wurde 1981 statt Westbahnhof bis Árpád híd verkürzt; Einstellung wegen Verlängerung der U-Bahn-Linie M3 nach Újpest |                                                          |
| 4A  | 1962–1972            | Petőfi híd, budai hídfő (ab 1963 von Fehérvári út)                             | Október 23.utca. – Irinyi J. utca. – Petőfi híd – Nagykörút | Margit híd, budai hídfő                 | Kurzfahrten der Linie 4, die ab 1972 öfter verkehrt. |                                                          |
| 5   | 1955–1974            | Flórián tér                                                                    | Szentendrei út | Filatorigát (ab 1958 nach Hévízi út)    | wurde 1958 von Filatorigát bis Hévízi út verlängert |                                                          |
| 5A  | 1958–1974            | Flórián tér                                                                    | Szentendrei út | Filatorigát                             | wurde zusammen mit der Hauptlinie 5 eingestellt |                                                          |
| 7   | 1950–1961            | Margit híd                                                                     | Frankel Leó út – Bécsi út | Óbudai kocsiszín                        | wurde ab 1958 nur bis Margit Kórház (Krankenhaus) geführt; verkehrt ab 1962 als Linie 17 weiter |                                                          |
| 7i  | 1967–1970            | Rákospalota, Kossuth utca                                                      | Árpád út | Fóti út                                 | |                                                          |
| 8   | 1948–1952            | Városliget                                                                     | Podmaniczky utca | Kossuth Lajos tér                       | |                                                          |
| 8   | 1955–1980            | Újpest, Szent István tér                                                       | Károlyi István utca – Baross utca – Irányi Dániel utca | Megyeri út                              | als Ersatz wurde Buslinie 147 eingerichtet |                                                          |
| 9   | ca.1930-1986         | Margit híd                                                                     | Bem rakpart – Várkert rakpart – Szent Gellért rakpart – Bartók Béla út – Móricz Zsigmond körtér – Fehérvári út – Leányka utca                                         | Budafok, Városház tér                   | wurde 1972 bis Batthyány tér statt Margit híd verkürzt wegen der Verlängerung der Vorortbahnlinie H5 |                                                          |
| 9A  | 1961–1970            | Margit híd                                                                     | Bem rakpart – Várkert rakpart – Szent Gellért rakpart – Bartók Béla út                                                                                                | Móricz Zsigmond körtér                  | Kurzfahrt der Linie 9 |                                                          |
| 9A  | 1970–1972            | Móricz Zsigmond körtér                                                         | Fehérvári út | Albertfalva kitérő                      | Kurzfahrt der Linie 9, ab 1970 verkehrt Linie 9A in andere Richtung |                                                          |
| 10  | 1950–1985            | Újpesti víztorony (ab 1980 von Rákospalota, Kossuth utca)                      | Árpád út – Váci út | Fóti út (ab 1954 bis zu Megyeri Csárda) | als Ersatz wurde Buslinie 104 eingerichtet |                                                          |
| 10A | 1955–1964            | Fóti út                                                                        | Váci út – Árpád út – Fő út | Rákospalota, Kossuth utca               | Kurzfahrt der Linie 10, wurde 1965 statt Kossuth utca bis Újpesti víztorony verkürzt |                                                          |
| 10B | 1960–1961            | Újpesti víztorony                                                              | Árpád út – Váci út | Megyeri út                              | 2. Kurzfahrt der Linie 10 |                                                          |
| 11  | 1950–1981            | Margit híd                                                                     | Frankel Leó út – Bécsi út – Nagyszombat utca – Pacsirtamező utca – Vörösvári út                                                                                       | Bécsi út                                | |                                                          |
| 11  | 1990–1994            | Káposztásmegyer, Szilas-patak                                                  | Pozsonyi utca – István út – Görgey Artúr utca – Szilágyi utca – Külső Szilágyi út                                                                                     | Angyalföld, Forgalmi telep              | Kurzfahrt der Linie 14 |                                                          |
| 12A | 1961–1967            | Nyugati pályaudvar (Westbahnhof)                                               | Váci út – Lehel utca – Béke utca – István út – Görgey Artúr utca – Szilágyi utca – Pozsony utca                                                                       | Újpest, Szilágyi utca                   | Kurzfahrt der Linie 12 |                                                          |
| 13  | 1983–2001            | Örs vezér tere                                                                 | Fehér út – Jászberényi út – Kőrösi Csoma Sándor út – Bihari út – Ecseri út – Epreserdő utca – Gubacsi út                                                              |                                         | verkehrt weiter als Linie 3 |                                                          |
| 14A | 1961–1967            | Nyugati pályaudvar (Westbahnhof)                                               | Váci út – Lehel utca – Béke utca – Lebstück Mária utca | Újpest, Pozsonyi út                     | Kurzfahrt der Linie 14 |                                                          |
| 15  | 1963–1977            | Újpest, forgalmi telep                                                         | Váci út – Dráva utca – Pozsonyi út | Jászai Mari tér                         | als Ersatz wurde O-Bus-Linie 79 bis Jászai Mari tér verlängert |                                                          |
| 15A | 1963–1977            | Váci út                                                                        | Dráva utca – Pozsonyi út | Jászai Mari tér                         | Kurzfahrt der Linie 15 |                                                          |
| 16  | 1950–1953            | Népliget                                                                       | Baross utca | Kálvin-tér                              | |                                                          |
| 16A | 1950                 | Orczy-tér                                                                      | Baross utca | Kálvin-tér                              | Kurzfahrt der Linie 16 |                                                          |
| 16  | 1955–1961            | Nyugati pályaudvar (Westbahnhof)                                               | Váci út – Lehel utca – Béke utca – Gyöngyösi utca |                                         | Kurzfahrt der Linie 14 |                                                          |
| 17  | 1958–1962            | Déli pályaudvar (Südbahnhof) /Ab 1960 von Szent János kórház/                  | Szilágyi Erzsébet fasor – Margit körút – Frankel Leó út – Bécsi út – Nagyszombat utca – Pacsirtamező utca – Vörösvári út                                              | Bécsi út                                | wurde ab 1960 statt Südbahnhof bis Szent János kórház umgeleitet |                                                          |
| 17  | 1962–1981            | Margit híd                                                                     | Frankel Leó út – Bécsi út – Nagyszombat utca – Pacsirtamező utca – Vörösvári út – Bécsi út                                                                            |                                         | wurde 1962 bis Margit híd verkürzt |                                                          |
| 18  | 1972–2016            | Hűvösvölgy                                                                     | Széll Kálmán tér – Krisztina krt. – Szent Gellért tér – Móricz Zsigmond körtér – Fehérvári út                                                                         | Savoya Park                             | |                                                          |
| 19  | 1964–1972            | Kelenföld vasútállomás (Bahnhof Kelenföld)                                     | Bartók Béla út – Erzsébet híd – Rákóczi út | Keleti pályaudvar (Ostbahnhof)          | verkehrt seit 21. Dezember 1972 statt Keleti pályaudvar bis Batthyány tér |                                                          |
| 20  | 1950–1951            | Közvágóhíd                                                                     | Könyves Kálmán-körút | Népliget                                | |                                                          |
| 20  | 1953–1956            | Ferenc körút                                                                   | Mester utca | Pesterzsébet, Szabótelep                | |                                                          |
| 20A | 1953–1954            | Ferenc körút                                                                   | Mester utca | Koppány utca                            | Kurzfahrt der Linie 20 |                                                          |
| 20  | 1960–1977            | Ferenc körút                                                                   | Mester utca - Könyves Kálmán körút – Vajda Péter utca – Orczy út – Népszínház utca                                                                                    | Blaha Lujza tér                         | wurde ab 1962 bis Golgota tér und ab 1976 bis Népliget verkürzt; ab 1. Januar 1977 wieder bis Golgota tér verlängert; am 24. April 1977 eingestellt |                                                          |
| 20A | 1962–1970            | Ferenc körút                                                                   | Mester utca - Könyves Kálmán körút | Népliget                                | Kurzfahrt der Linie 20 |                                                          |
| 21  | 1950–1954            | Keleti pályaudvar (ab 21. Dezember 1950 von Váci út)                           | Fiumei út | Nagyvárad tér                           | wurde 1950 von Keleti pályaudvar über Dózsa György út bis Váci út verlängert; 1954 weiter von Váci út bis Újpest, Szent István tér verlängert |                                                          |
| 22  | 1950–1970            | Nagyvásártelep                                                                 | Csepel rakpart – Kvassay Jenő út – Boráros tér – Lónyay utca | Madách Imre tér                         | 1953 bis Boráros tér verkürzt |                                                          |
| 23  | 1993–2000            | Keleti pályaudvar                                                              | Fiumei út – Vajda Péter utca – Könyves Kálmán körút – Mester utca | Ferenc körút                            | 2000 wegen Bauarbeiten zur Verlängerung der Linie 1 wurde erstmal bis zu Népliget und dann bis zu Ferencváros vasútállomás verkürzt. Am 16. Dezember 2000 wurde Linie 1 verlängert, die Gleise von Linie 23 wurden in Vajda Péter utca gesperrt und Linie 23 wurde eingestellt. |                                                          |
| 24G | 2015                 | Mester utca / Ferenc körút ⇒ Keleti pályaudvar M oder Hidegkuti Nándor Stadion | 4,6/5,1 km | 18 min                                  | Combino NF12B, TW 6000 |                                                          |
| 25  | 1950–1973            | Állatkert (Zoo)                                                                | Állatkerti körút – Hermina út – Thököly út | Keleti pályaudvar                       | zwischen 1955 und 1967 mehrmals verlängert bis Nagyvárad tér und wieder verkürzt bis Keleti pályaudvar |                                                          |
| 26  | 1953–1954            | Kőbánya, Akna u.                                                               | Maglódi út – Kőbányai út | Kálvin tér                              | |                                                          |
| 27  | 1957                 | Nagyvárad tér                                                                  | Fiumei út | Keleti pályaudvar                       | Kurzfahrt der Linie 24 |                                                          |
| 28A | 1958–1960            | Orczy tér                                                                      | Kőbányai út – Kőrösi Csoma Sándor út – Jászberényi út – Maglódi út | Akna utca                               | Kurzfahrt der Linie 28 |                                                          |
| 28A | 2011–2014            | Új köztemető (Kozma utca)                                                      | Sírkert út – Maglódi út – Jászberényi út – Élessarok – Kőrösi Csoma Sándor út – Liget tér – Kőbányai út – Orczy tér – Fiumei út – Teleki László tér – Népszínház utca | Blaha Lujza tér M (Népszínház utca)     | Kurzfahrt der Linie 28 |                                                          |
| 29  | 1925–1961; 1966–1995 | Blaha Lujza tér                                                                | Népszínház utca – Salgótarjáni utca | EXPO tér                                | verkehrte zwischen 1961 und 1966 als Linie L; verkehrte 1996 als Linie 100 |                                                          |
| 29Y | 1974–1995; 1996      | Keleti pályaudvar – Fiumei út – Salgótarjáni utca                              | EXPO tér | verkehrte 1996 als Linie 100Y           | |                                                          |
| 47B | 2016                 | Kamaraerdei Ifjúsági Park ⇒ Deák Ferenc tér M                                  | 12,6 km | 42 min                                  | Ganz CSMG | Betrieb nur Werktagen früh in Richtung Deák Ferenc tér M |
| 75  | 1950–1952            | Keleti pályaudvar                                                              | Rákóczi-út | Március 15. tér                         | wurde als Linie 45 weiter betrieben |                                                          |
| 80  | 1999                 | Kelenföld vasútállomás                                                         | Bartók Béla út – Szent Gellért rakpart – Krisztina körút – Szilágyi Erzsébet fasor                                                                                    | Szent János kórház                      | Sonderfahrt wegen der Bauarbeiten der Südbahnhof (Déli pályaudvar) |                                                          |
| 81  | 1950–1955            | Széll Kálmán tér                                                               | Szilágyi Erzsébet fasor – Budakeszi út – Zugligeti út | Csermely út                             | wurde als Linie 58 weiter betrieben |                                                          |

## Betriebsbahnhöfe
Jedem Betriebsbahnhof sind bestimmte Linien und Fahrzeuge zugeteilt:
| Betriebsbahnhof       | Linien                                | Fahrzeuge                          | Adresse                              | Medien |
| --------------------- | ------------------------------------- | ---------------------------------- | ------------------------------------ | ------ |
| Angyalföld kocsiszín  | 1, 12, 14, 17                         | Tatra T5C5, Tatra T5C5K2           | IV., Pozsonyi utca 1.                |        |
| Baross kocsiszín      | 1, 28, 28A                            | Tatra T5C5                         | VIII., Baross utca 132.              |        |
| Budafok kocsiszín     | 1, 17, 19, 41, 61                     | CAF Urbos 3, Tatra T5C5K2          | XI., Fehérvári út 247.               |        |
| Ferencváros kocsiszín | 2, 24, 24G, 28, 28A, 37, 37A, 51, 51A | Ganz KCSV–7, TW 6000               | IX., Könyves Kálmán körút 7.         |        |
| Hungária kocsiszín    | 1, 4, 6                               | Siemens Combino Supra, CAF Urbos 3 | VIII., Törökbecse utca 1.            |        |
| Kelenföld kocsiszín   | 19, 47, 47B, 48, 49                   | Ganz CSMG                          | XI., Bartók Béla út 137.             |        |
| Száva kocsiszín       | 3, 37, 37A, 42, 50, 52                | TW 6000, CAF Urbos 3               | IX., Üllői út 197.                   |        |
| Szépilona kocsiszín   | 56, 56A, 59, 59A, 59B, 61             | Tatra T5C5K                        | II., Budakeszi út 9–11.              |        |
| Zugló kocsiszín       | 3, 62, 62A, 69                        | TW 6000                            | XIV., Thököly út 173.                |        |
| Városmajor kocsiszín  | 60                                    | SGP                                | XII., Szilágyi Erzsébet fasor 14–16. |        |

## Sonstiges
- Der Unterhaltungszustand der Gleise ist stellenweise mangelhaft. An mehreren Stellen gibt es Setzungen, auf einigen Abschnitten mussten Langsamfahrstellen mit einer Geschwindigkeitsbegrenzung von zehn Kilometern in der Stunde eingerichtet werden. Insbesondere die aus Hannover übernommenen Stadtbahnwagen schlingern dort stark. Im Gegensatz dazu können insbesondere die Tatra-Wagen auf geraden Abschnitten hohe Geschwindigkeiten erreichen.
- Auf einigen Außenstrecken werden Strecken der Staatsbahn Magyar Államvasutak (MÁV) niveaugleich gekreuzt.
- Bemerkenswert ist eine eingleisige Schleife, die die Linie 51 im Bezirk Pesterzsébet im Einrichtungsverkehr und die doppelte eingleisige Schleife, welche die Linie 52 ebenfalls in Pesterzsébet befährt.
- Im Budapester Straßenbahnnetz wurde jahrzehntelang, wie bei allen normalspurigen Straßenbahnbetrieben in Ungarn, Güterverkehr mit regulären Eisenbahngüterwagen durchgeführt. Bespannt wurden sie mit speziellen zweiachsigen Lokomotiven mit Straßenbahn- und Schraubenkupplung. Deshalb sind Gleise und Radsätze mit Eisenbahnmaßen ausgeführt.
- Die Straßenbahnlinie 2 führt an vielen Budapester Sehenswürdigkeiten vorbei.
- Bei der seit 2012 jährlich ausgetragenen Tram-EM nehmen Mitarbeiter der Budapester Straßenbahn regelmäßig teil und konnten 2012[6], 2016[7] und 2024[8] den Europameistertitel für ihren Betrieb erzielen. Zusätzlich war man 2013 Gastgeber dieses Wettbewerbs.[9]